# 赫尔曼·哈肯
赫尔曼·哈肯（德語：Hermann Haken，1927年7月12日—2024年8月14日）是一位德国物理学家，斯图加特大学理论物理学名誉教授。哈肯是协同学的奠基人。

## 生平
1927年出生于莱比锡，他是数学家沃尔夫冈·哈肯的表兄弟，后者证明了四色定理。